# Miss Venezuela 2025
Miss Venezuela 2025, la 72.ª edición del certamen Miss Venezuela, se llevará a cabo en Caracas, Venezuela. Candidatas de distintas regiones y estados del país competirán por el título de Miss Universe Venezuela 2025. Al final del evento, Stephany Abasali, Miss Venezuela 2024 de Anzoátegui, coronará a su sucesora, como Miss Venezuela 2025.

## Candidatas
25 candidatas competirán por el título:
(En la tabla se utiliza su nombre completo, los sobrenombres van entrecomillados y los apellidos utilizados como nombre artístico, entre paréntesis; fuera de ella se utilizan sus nombres «artísticos» o simplificados)
| Estado           | Candidata                          | Edad | Estatura       | Ciudad natal  |
| ---------------- | ---------------------------------- | ---- | -------------- | ------------- |
| Aragua           | Luisana Estefanía Díaz Oramas      | 22   | 1,74 m (5′ 9″) | Maracay       |
| Carabobo         | Auri Esthefani López Camejo        | 26   | 1,70 m (5′ 7″) | Tinaquillo    |
| Distrito Capital | Estefany Andrea Molina Rincón      | 27   | 1,72 m (5′ 8″) | San Cristóbal |
| Guárico          | Yeglimar Johanna Aponte Pérez      | 27   | 1,68 m (5′ 6″) | Caracas       |
| La Guaira        | Génesis Andreína Núñez Morales     | 25   | 1,75 m (5′ 9″) | Caracas       |
| Táchira          | Valeria del Amor Gámez Varela      | 23   | 1,72 m (5′ 8″) | San Cristóbal |
| Zulia            | Valeria Maritza Di Martino Machado | 20   | 1,72 m (5′ 8″) | Maracaibo     |